# Isszédok

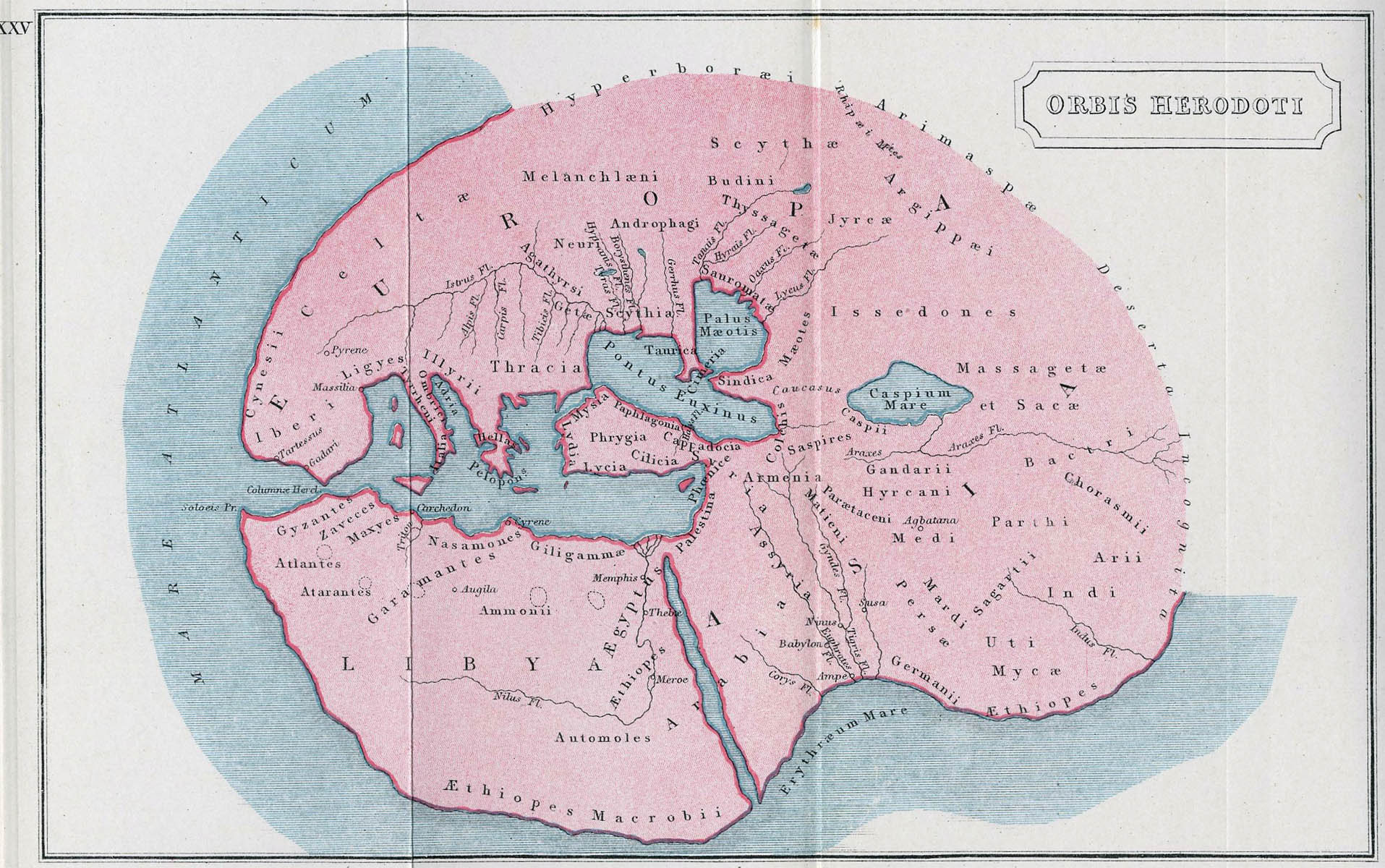
Az isszédok és szomszédaik lakóhelye Hérodotosz leírása szerint

Az isszédok (isszédonesz: ἰσσηδόνες) a közép-ázsiai szkíták, azaz a szakák csoportjába tartoztak. Amikor először hírt adtak róluk az ókor történetírói – első ízben Hékataiosz az i. 6. század végén –, az Urál hegység keleti oldalának pusztáin laktak.
Hérodotosz beszámolója (IV. könyv, 16–25. szakasz) Ariszteasz (i. e. 7. vagy 6. század) Arimaszpea című elveszett hőskölteményére hivatkozik. A költő, mint írja, utazása során az isszédok országába érkezett. Az isszédokon túl az arimaszpoknak (αριμασποι) címzett egyszeműek éltek, túl ezeken az aranyat őrző griffek, s még ezeken is túl, egészen a tengerig, Északontúl (Hüperboreia) lakói. Az egyszeműek, mondja a szerző, elűzték földjükről az isszédokat, ezek a királyi szkítákat, ezek pedig a déli tengernél tanyázó kimmereket.
Az elbeszélés, mesés elemeitől eltekintve, hihetőnek tűnik. Az isszédok az i. e. 7. század előtt vélhetően az Altaj környékén laktak, és onnan költöztek, valószínűleg az i. e. 8. században, az Urál hegység keleti oldalára, s a királyi szkíták ugyanekkor foglalták el a kelet-európai puszta nyugati felét.
Az isszédok fő fészke az Iszety és az Urál folyó, illetve a mai Cseljabinszk környékén volt. Egyes kutatók mindazonáltal – Klaudiosz Ptolemaiosz adataira hivatkozva – a Tarim-medence lakóinak tartják őket. A szóban forgó helyen azonban nem isszédok, hanem szakaurak laktak.
Az említett kimmerek Kis-Ázsia lakói voltak, jelenlétük a kelet-európai pusztán nem bizonyított. A királyi szkíták valóban kapcsolatba kerültek velük (lásd: Szkíták a Kaukázuson túl), s hírük a görögökhöz is eljutott. Ők azonban a valóságos eseményekhez költött elemeket is hozzátoldottak (lásd: Kimmerioszok).
Az isszédok az i. e. 130. év táján a kangarok igája alá jutottak, és valószínűleg csak az i. sz. 3. században szabadultak, amikor a hunok szövetségének népei megszállták Közép-Ázsia pusztáit. Utoljára (i. sz. 3. század) a kínai évkönyvek emlékeznek meg az isszédokról, pontosabban országukról: Jen (岩), azaz Szakadék, Szikla.
Az isszédok Alkman (i. e. 7. század) költeményében is szerepelnek. Nevük ott esszedonesz (εσσεδὀνες).

## Harmatta János állításai
Az isszédok elnevezése – mondja Harmatta János, nagy hírű iranistánk – a Tobolba ömlő Iszety folyóéhoz hasonló. Ennek neve a jenyiszeji osztjákok, azaz a ketek nyelvén Is-set, illetve Es-ses, s kézenfekvő a következtetés – legalábbis Harmatta tanár úr számára –, hogy az isszédok jenyiszeji osztják, pontosabban valamilyen paleoszibériai nyelvet – pl. ket vagy kot – beszéltek.
Ariszteasz – állítja Harmatta – i. e. 7. századi eseményekről ír. Ekkor északról egy népvándorlást indított el az arimaszpok támadása. Hérodotosz és Alkman viszont későbbi eseményekről tudósít. Az i. e. 5. században görög és szkíta kereskedők a Dnyeper torkolatához közeli Olbia Pontiké városából indulva a királyi szkíták földjén át az isszédok prémekben gazdag országába utaztak, a Tobol és az Iszety folyó, más szóval a Középső-Urál vidékére. Útközben – amint áthaladtak a szauromaták, budinok, gelónok, iürkák, thüsszageták, argippaiok és isszédok földjén – a szkíta kereskedőknek, Hérodotosz szerint, hét tolmács közreműködését kellett igénybe venniük.
Harmatta bizonyos állításai megerősítésre szorulnának. A jenyiszeji osztjákok például, meglehet, Isset vagy Esses névvel illetik az oroszok által Iszetynek nevezett folyót. E körülményből azonban nemigen lehet következtetni az isszédok nyelvére.
Hérodotosz leírása szerint a szauromaták, hibás kiejtéssel, a szkíták nyelvét beszélték. A gelónokat történetírónk a tengermelléki gyarmatvárosokból elűzött helléneknek mondja, nyelvüket pedig félig görögnek, félig szkítának. A iürkák a királyi szkítáktól szakadtak el, ennélfogva alighanem egy nyelvet beszéltek azokkal. Hasonlóképpen a thüsszageták, akik a királyi szkíták helyben maradt népességét képviselték. Az isszédok pedig szintén a szkíta népek sorába tartoztak. Az isszédok országát is érintő kereskedelmi út vélhetően más, Hérodotosz által nem említett népek lakóhelyén is áthaladt, s ezért lehetett szükség nagyobb számú tolmácsra, nem pedig azért, mert a felsorolásban hét nép szerepel.